# Glenea acutipennis
Glenea acutipennis é uma espécie de besouro da família Cerambycidae. Foi descrito por Stephan von Breuning em 1950.